# Hydriomena sordidata
Hydriomena sordidata är en fjärilsart som beskrevs av Fabricius 1794. Hydriomena sordidata ingår i släktet Hydriomena och familjen mätare. Inga underarter finns listade i Catalogue of Life.

## Bildgalleri

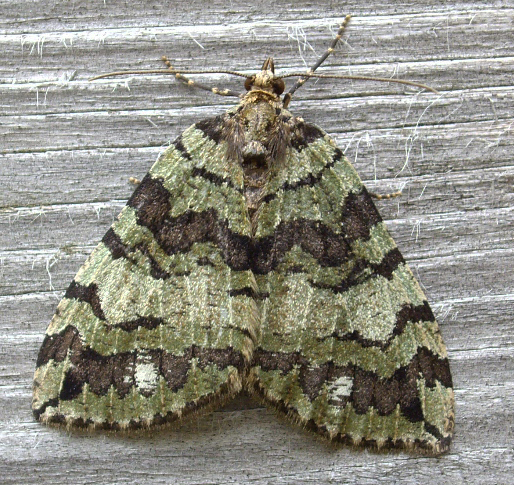